# Frédéric Bulot
Frédéric Bulot, född 27 september 1990 i Libreville, är en gabonesisk fotbollsspelare.
Frédéric Bulot spelade 25 landskamper för det Gabonesiska landslaget.